# Gare de Hakone-Yumoto
Pour les articles homonymes, voir Hakone (homonymie).

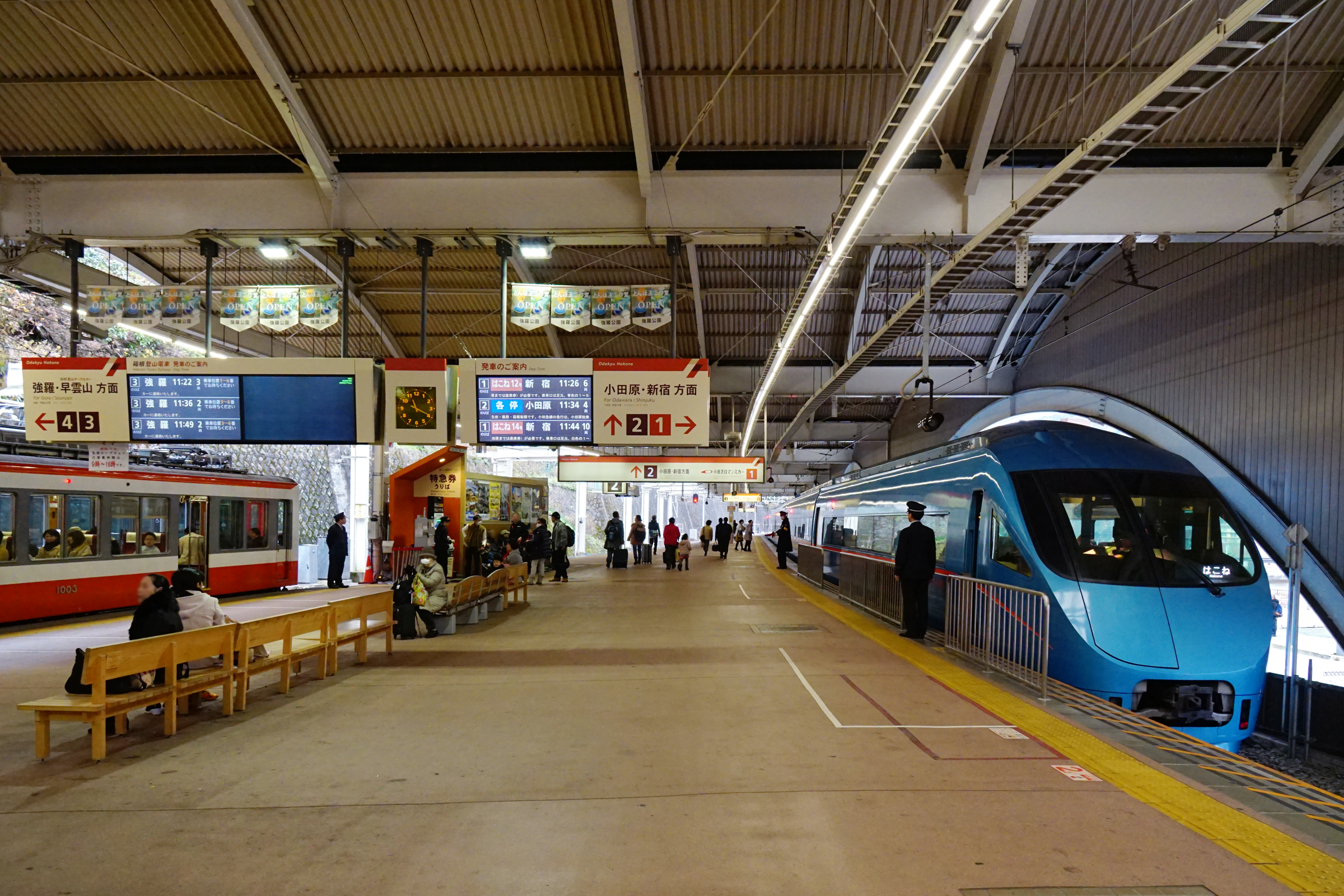
Platforms

La gare de Hakone-Yumoto (箱根湯本駅, Hakone-Yumoto-eki) est la gare ferroviaire de Hakone-Yumoto, une station thermale du bourg de Hakone dans la préfecture de Kanagawa au Japon.
De par son placement au confluent des rivières Haya-kawa et Sukumo, Hakone-Yumoto est la porte d'entrée de la région de Hakone. Il en va de même pour sa gare, qui est le terminus de trains en provenance direct de Shinjuku (ligne Odakyū Odawara) mais aussi les correspondances pour la ligne Hakone Tozan, dont la partie jusqu'à Gōra s'effectue avec un train de montagne.

## Service des voyageurs

### Desserte
La gare est desservie par la ligne Hakone Tozan de Hakone Tozan Railway. Les trains de la ligne Odakyū Odawara qui poursuivent leur parcours sur la ligne Hakone Tozan à partir d'Odawara y ont leur terminus.
La gare de Hakone-Yumoto est connectée aux gares suivantes :
- Service expresse limité :
  - Service Hakone :
    - Shinjuku (via Odawara), 1h26, 19 trains par jour
    - Hon-Atsugi (via Odawara), 48 min, 2 trains par jour

  - Service Homeway :
    - Shinjuku (via Odawara), 1h34, 3 trains par jour

  - Service Super Hakone :
    - Shinjuku (via Odawara), 1h24, 1 train par jour

- Service expresse :
  - Shinjuku (via Odawara), 1h56, 1 train par jour

- Service local :
  - Sagami-Ōno (via Odawara), 1h15, 1 train par jour
  - Shin-Matsuda (via Odawara), 31 min, 28 trains par jour
  - Odawara, 14 min, 33 trains par jour
  - Gōra, 36 min, 58 trains par jour

### Intermodalité
La gare est aussi un terminal de bus (bus Hakone Tozan).